# Yes (альбом Pet Shop Boys)
| Оценки критиков      | Оценки критиков |
| Источник             | Оценка          |
| -------------------- | --------------- |
| AllMusic             | [ 2 ]           |
| Drowned in Sound     | [ 3 ]           |
| Entertainment Weekly | B+              |
| The Guardian         | [ 5 ]           |
| The Independent      | [ 6 ]           |
| Metacritic           | (71/100)        |
| NME                  | [ 8 ]           |
| PopMatters           | [ 9 ]           |
| Rolling Stone        | [ 10 ]          |
| Rolling Stone Russia | [ 11 ]          |
| Spin                 | [ 12 ]          |

Yes (с англ. — «Да») — десятый студийный альбом британской поп-группы Pet Shop Boys, вышедший в 2009 году. В Великобритании альбом достиг четвёртого места.

## Об альбоме
Пластинка была записана в течение 2008 года. Её продюсерами выступили сами Pet Shop Boys, Брайан Хиггинс и его продюсерская команда Xenomania, которая также стала соавтором трёх композиций. Кроме того, в записи приняли участие гитарист Джонни Марр (The Smiths, Modest Mouse, The Cribs) и аранжировщик Оуэн Паллетт (Arcade Fire, The Last Shadow Puppets).
Yes вышел в Великобритании 23 марта 2009 года. Первый сингл, «Love Etc.», вышел 16 марта 2009.
На альбоме представлены песни с элементами разных стилей: электро-поп («Love Etc.», «All Over the Wold», «Pandemonium»), блюграсс («Beautiful People») и диско («Vulnerable»); композиция «All Over the World» содержит семплы из балета П. И. Чайковского «Щелкунчик». Типичные для дуэта проблемы политики поднимаются в двух песнях — «Building A Wall» и «Legacy»; последняя была запрещена в Китае и заменена на инструментальную версию.
Специальное издание Yes содержит одиннадцать двенадцатидюймовых виниловых пластинок. На каждой из них записано два трека: первый — песня с альбома, второй — её инструментальная версия. Конверты для пластинок окрашены в разные цвета; сложив их в виде «галочки», можно получить большой вариант обложки Yes.
В 2017 году вышло издание альбома на трёх дисках под названием Yes/Further Listening 2008-2010.

## Отзывы
Интернет-издание «Popjustice» опубликовало рецензию на Yes, в которой назвало его «значительным, весёлым, печальным, современно звучащим настоящим поп-альбомом» (англ. 'Yes' is a big, happy, sad, modern-sounding proper pop album).
Многие поклонники группы назвали Yes «лучшим альбомом Pet Shop Boys за последние 16 лет» (то есть со времён выхода альбома Very), такого же мнения придерживались и музыкальные критики.

## Обложка
Обложка альбома оформлена Марком Фарроу. Она представляет собой «галочку», сложенную из 11-ти разноцветных квадратов; каждый квадрат соответствует одной песне.

## Список композиций
| №   | Название                 | Автор(ы)                         | Перевод                   | Длительность |
| --- | ------------------------ | -------------------------------- | ------------------------- | ------------ |
| 1.  | «Love Etc.»              | Нил Теннант, Крис Лоу, Xenomania | «Любовь и т.д.»           | 3:32         |
| 2.  | «All Over the World»     | Теннант, Лоу; Пётр Чайковский    | «По всему миру»           | 3:51         |
| 3.  | «Beautiful People»       | Теннант, Лоу                     | «Красивые люди»           | 3:42         |
| 4.  | «Did You See Me Coming?» | Теннант, Лоу                     | «Ты видел, что я пришёл?» | 3:41         |
| 5.  | «Vulnerable»             | Теннант, Лоу                     | «Уязвимый»                | 4:47         |
| 6.  | «More Than a Dream»      | Теннант, Лоу, Xenomania          | «Больше чем мечта»        | 4:57         |
| 7.  | «Building a Wall»        | Теннант, Лоу                     | «Строя стену»             | 3:50         |
| 8.  | «King of Rome»           | Теннант, Лоу                     | «Король Рима»             | 5:31         |
| 9.  | «Pandemonium»            | Теннант, Лоу                     | «Суматоха»                | 3:43         |
| 10. | «The Way It Used to Be»  | Теннант, Лоу, Xenomania          | «Как это было»            | 4:44         |
| 11. | «Legacy»                 | Теннант, Лоу                     | «Наследие»                | 6:21         |

| №  | Название                                             | Длительность |
| -- | ---------------------------------------------------- | ------------ |
| 1. | «This Used to Be the Future» (с участием Филипа Оки) | 5:14         |
| 2. | «More Than a Dream» (Magical Dub)                    | 6:10         |
| 3. | «Pandemonium» (The Stars and the Sun Dub)            | 5:50         |
| 4. | «The Way It Used to Be» (Left of Love Dub)           | 5:16         |
| 5. | «All Over the World» (This Is a Dub)                 | 5:21         |
| 6. | «Vulnerable» (Public Eye Dub)                        | 5:17         |
| 7. | «Love Etc.» (Beautiful Dub)                          | 6:24         |

Эксклюзивные треки, доступные через iTunes
1. «Love Etc.» (Pet Shop Boys Dub) — 6:18
2. «Yes — Track by track commentary by Neil and Chris» — 48:40
3. «Brit Awards 2009 Medley» (продюсер Стюарт Прайс)

## Позиции в чартах
| Страна                  | Высшая позиция |
| ----------------------- | -------------- |
| Германия                | 3              |
| Великобритания          | 4              |
| Австрия                 | 5              |
| Швейцария               | 7              |
| Дания                   | 9              |
| Швеция                  | 12             |
| Норвегия                | 16             |
| Финляндия               | 28             |
| США                     | 32             |
| Австралия               | 32             |
| Ирландия                | 34             |
| Нидерланды              | 34             |
| Италия                  | 40             |
| Бельгия                 | 49             |
| Франция                 | 50             |
| European Top 100 Albums | 3              |

| Год  | Сингл                    | Чарт                    | Высшая позиция |
| ---- | ------------------------ | ----------------------- | -------------- |
| 2009 | «Love Etc.»              | Hot Dance Club Songs    | 2              |
| 2009 | «Love Etc.»              | Hot Dance Singles Sales | 2              |
| 2009 | «Did You See Me Coming?» | Hot Dance Club Play     | 1              |